# Cmentarz żydowski w Olsztynie
Cmentarz żydowski w Olsztynie – kirkut znajdujący się w Olsztynie przy ul. Zyndrama z Maszkowic 2 (róg ul. Grunwaldzkiej). Do cmentarza przylega budynek Domu Pożegnań, Bet Tahara zaprojektowanego przez światowej sławy architekta Ericha Mendelsohna, w którym odkryto bogate malowidła na sklepieniu. Obecnie budynek jest odrestaurowywany przez Wspólnotę Kulturową Borussia.

## Historia
Cmentarz został utworzony w 1818 roku i zajmował powierzchnię 0,48 hektara. Ostatni znany pochówek odbył się w 1940 roku; cmentarz został zamknięty w 1955 roku. Na przełomie lat 1969/1970 cmentarz został zlikwidowany i przemieniony w zieleniec, co nastąpiło za zgodą miejscowego konserwatora zabytków.
W 1997 roku teren cmentarza został wykorzystany jako plac manewrowy dla pobliskiej budowy mieszkań komunalnych, co przyczyniło się do dalszego zniszczenia pozostałości kirkutu.
Na terenie cmentarza w pełni nie ocalał ani jeden nagrobek; zachowały się schodki, pozostałości murowanego ogrodzenia oraz fragmenty grobowców wrośniętych w drzewa. Część cmentarnych nagrobków wykorzystano do umocnienia skarpy na zapleczu budynku „Casablanki” górującego nad parkiem zamkowym w Olsztynie część macew została wykorzystana jako surowiec kamieniarski.